# Pavlov (vindplaats)
Pavlov is de vindplaats van een groot, ongeveer 30.000 jaar oud jachtkamp uit het laatpaleolithicum in Zuid-Moravië, Tsjechië. Het bevindt zich 20 km ten zuiden van Brno, aan de rand van de huidige gemeente Pavlov.
Tussen 1952 en 2015 werd het jagerskamp in talrijke campagnes archeologisch opgegraven en geanalyseerd. De extreem hoge vondstdichtheid en de talrijke lokale kenmerken van de lithische en faunistische artefacten zijn uitzonderlijk. Naast figuratief en decoratief ivoorsnijwerk leverde de site het oudste bewijs van de productie van keramiek, touwen en knopen.
Na een bezoek aan de opgraving stelde Henri Delporte in 1958 de archeologische cultuur van het Pavlovien voor, welke overeenkwam met het West-Europese Gravettien en verspreid was in Moravië, Neder-Oostenrijk en Slowakije.  
In de jaren 2013 tot en met 2015 vonden in Pavlov opgravingen plaats onder leiding van Jiří Svoboda. Een deel van de opgraving werd bewaard en geïntegreerd als in-situ-tentoonstelling in het Archeopark Pavlov-museum, dat in 2016 op de locatie werd geopend.

## Vondsten

### Topografie
De 13 bekende locaties rond Pavlov (P I tot P VI), Dolní Věstonice (DV I tot DV III) en Milovice (M I tot M IV) zijn de grootste en rijkste jachtkampen uit het laatpaleolithicum die tot nu toe in Centraal-Europa zijn ontdekt en uitgebreid archeologisch onderzocht. Ze vormen het Dolní Věstonice-Pavlov-Milovice-complex, waar sinds 1924 opgravingen worden uitgevoerd. Pavlov I lag met afmetingen van ongeveer 80 × 40 m en een ovaal basisoppervlak van rond 2000 m² in het centrum van dit complex op de noordoostelijke heuvels van de Pavlovské vrchy. De site was 200 m boven zeeniveau en ongeveer 35 m boven de rivierbedding van de Thaya. 
Vanaf 1952 vonden hier onder leiding van Bohuslav Klíma verschillende sondes en grootschalige opgravingen plaats. Aardverschuivingen, bodemvloeiing en cryoturbatie hadden geleid tot ernstige verschuivingen in de cultuurlagen en tot vermenging met löss. Verstoringen werden ook veroorzaakt door een erosiegeul waarin talrijke verplaatste dierenbotten geconcentreerd waren. De tot 60 cm dikke cultuurlagen waren licht hellend naar de berg toe en hadden een intense bruin/grijs/zwarte kleur. Ze ontstnden door regelmatig terugkerende bezoeken, soms het hele jaar door, gedurende een periode van ongeveer 2000 jaar. De afzonderlijke horizonten waren slechts door dunne lagen löss van elkaar gescheiden. Met de afkoeling van het klimaat en de opmars van de gletsjers werd het kamp verlaten en vanaf het begin van het Laatste Glaciale Maximum (MIS 2) snel met een tot 4 m hoge lösslaag bedekt

### Behuizingen
Door bovengenoemde invloeden was het niet altijd mogelijk om de vondsten en het op de kamp gevonden materiaal eenduidig toe te wijzen aan individuele woningen. Uit de ruimtelijke verdeling van de haarden, kookkuilen, depressies, paalgaten, slagtanden, steenzettingen en artefacten kan echter worden geconcludeerd dat er dertien tentachtige hutten met een ronde plattegrond van ca. 4 m in diameter moeten hebben gestaan. Deze schuilplaatsen bestonden waarschijnlijk uit grote stukken hout bedekt met bont, lange botten van grote zoogdieren en slagtanden, en werden steeds vaker aangetroffen in de twee belangrijkste nederzettingszones, in het noordwesten en zuidoosten. Het is niet mogelijk te bepalen hoeveel hiervan ook tegelijkertijd werden bewoond. 

### Leeftijd
C14-datering van houtskool uit verschillende opgravingsgebieden en -jaren leverde data tussen 28.311 en 27.557 jaar cal. v.Chr. en 29.539–28.972 jaar cal. v.Chr. (95,4%, Oxcal 4,1, IntCal109). Uit Klíma's informatie over de stratigrafie kan worden geconcludeerd dat de noordwestelijke en centrale delen van de vindplaats eerder bewoond waren dan het zuidoostelijke deel. Het hoge aantal microlieten dat daar geconcentreerd is, suggereert ook dat de zuidoostelijke zone jonger is. 

## Artefacten

### Stenen werktuigen

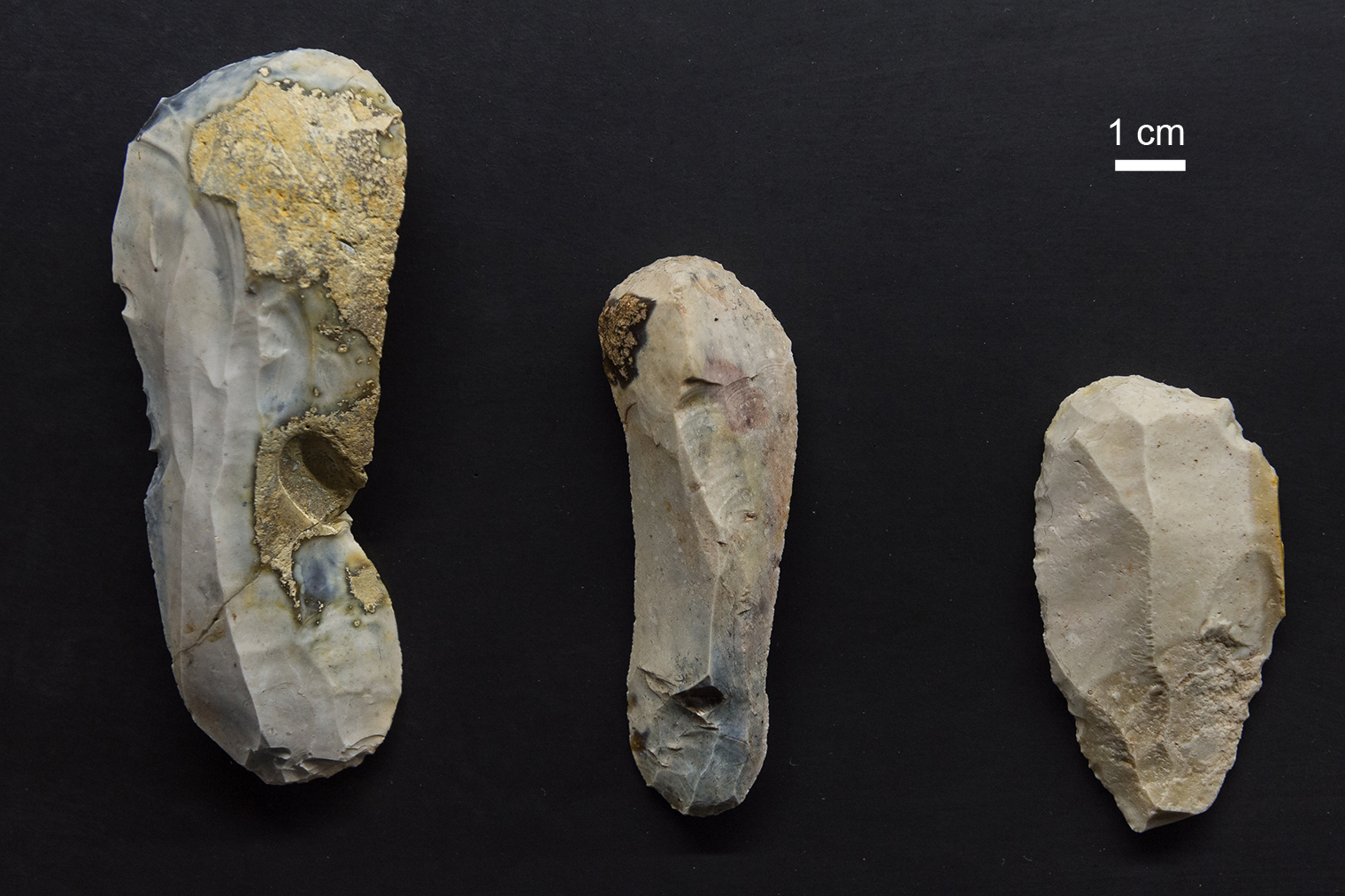
schrabbers van de sites Pavlov I en Dolní Věstonice II

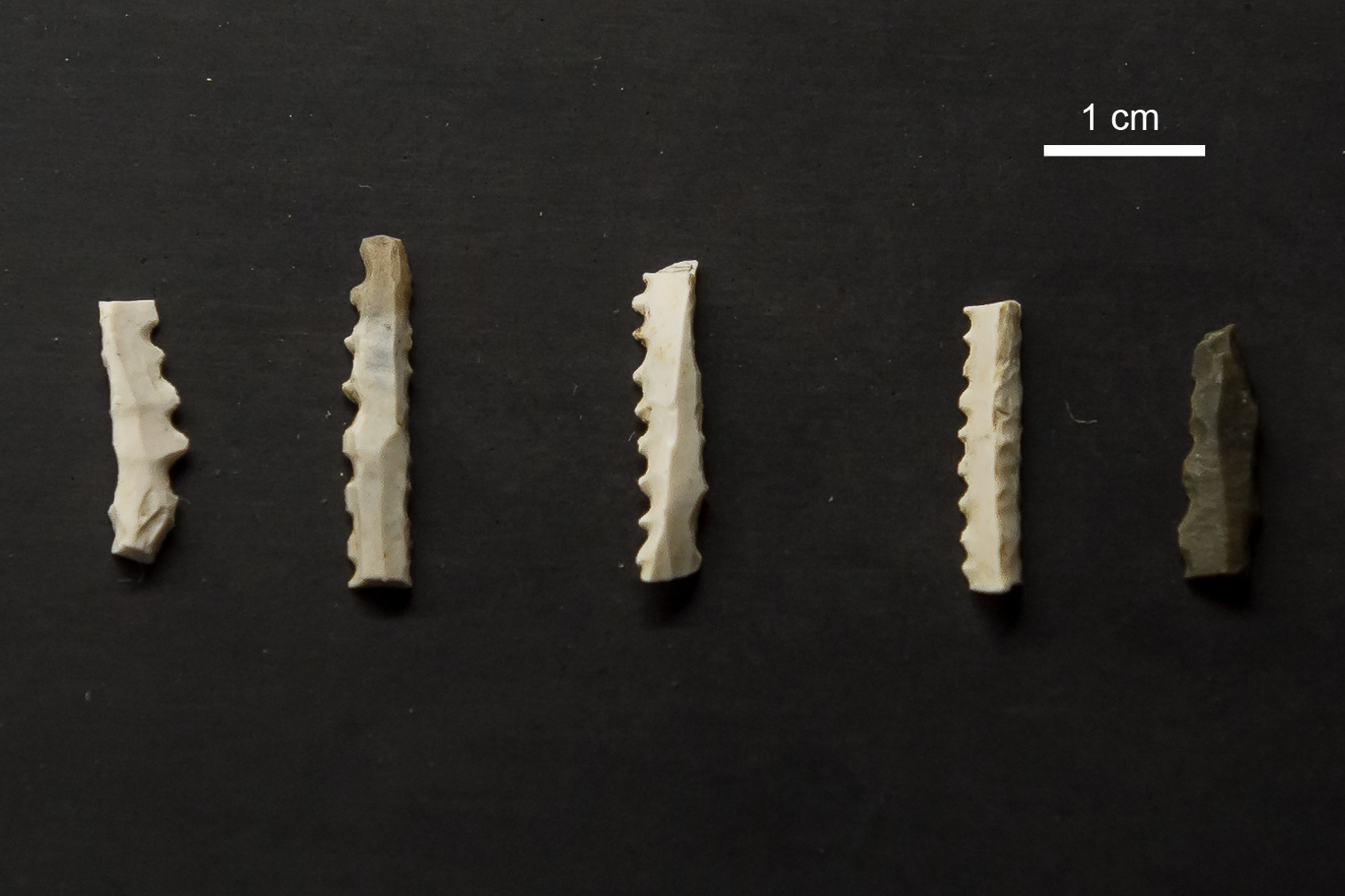
voor de vindplaats karakteristieke microzagen

De lithische inventaris van Pavlov is buitengewoon uitgebreid. Alleen al tijdens de opgravingen van 1954-1964 werden ongeveer 210.000 artefacten teruggevonden. Klíma nummerde de meeste gereedschappen en kernen (zuidoost = 12.843 stuks, noordwesten = 17.663 stuks) en beschreef ze, met vermelding van het vierkant en de sector van de vondst (zonder de horizon te specificeren), in een inventaris genaamd het "Zwarte Boek". Het resterende afslagmateriaal werd alleen gesorteerd op jaartal van ontdekking opgeslagen en kan daarom vandaag de dag slechts globaal worden gelokaliseerd. 
Naast stompe en geretoucheerde gereedschappen zoals klingen en stekers, schrabbers, racloirs, punten en de kernen die voortkwamen uit de productie, vormen microlieten een groot deel van de lithische inventaris. Deze trapeziumvormige, halvemaanvormige of driehoekige microklingen hebben afmetingen van slechts enkele millimeters, wat duidt op een zeer bewust gebruik van grondstoffen die van ver werden geïmporteerd. Deze microlieten werden waarschijnlijk in rijen gebruikt om samengestelde gereedschappen en speerpunten te maken. Vooral zogenaamde microzagen zijn kenmerkend voor de Pavlovienan.
De meeste vuursteenartefacten zijn gepatineerd, met verkleuringen variërend van witte waas en glans tot blauwachtig witte stippen. Op sommige stukken zijn vorstscheuren of calcietafzettingen aanwezig.
De grondstof voor de stenen werktuigen bestond, afhankelijk van het graafgebied, voor ongeveer 50 tot 95% uit verschillende soorten vuursteen, sommige van meer dan 100 km ver afkomstig, zoals uit Noord-Moravië, Silezië en Zuid-Polen (Krakau, Częstochowa). Ook lokale hoornsteen, in zeer kleine hoeveelheden uit het nabijgelegen Krumlovský les en uit de Stránská skála, groen en roodachtig radiolariet uit de rotsachtige klifzone van de Karpaten, evenals obsidiaan en bergkristal. Twee ontsluitingen hiervan zijn bekend in de Boheems-Moravische Hoogvlakte, mogelijk kwam het ook uit de Alpen) en werd hier verwerkt.

### Organische artefacten en sieraden

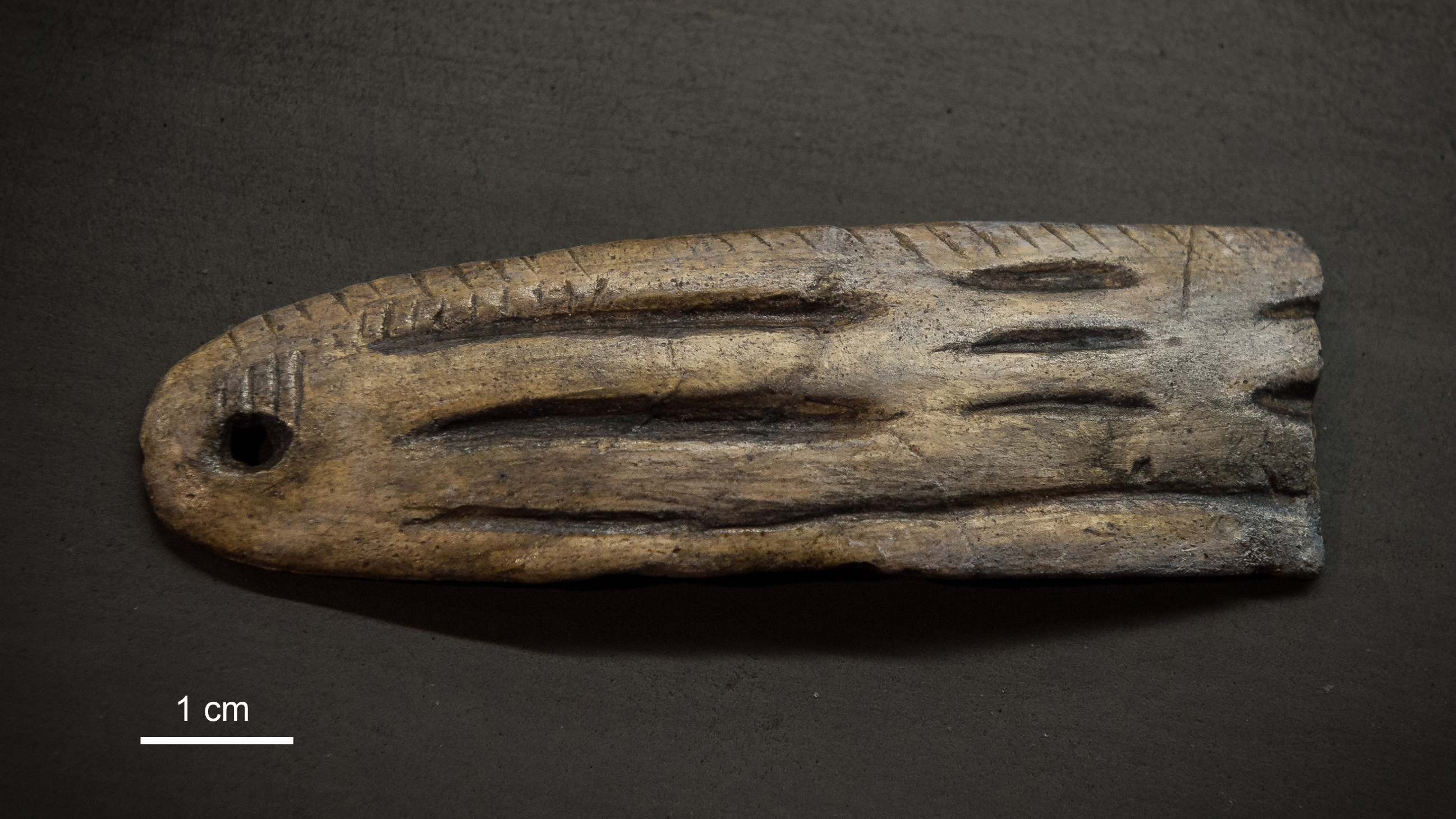
plaquette uit mammoetivoor (replica)

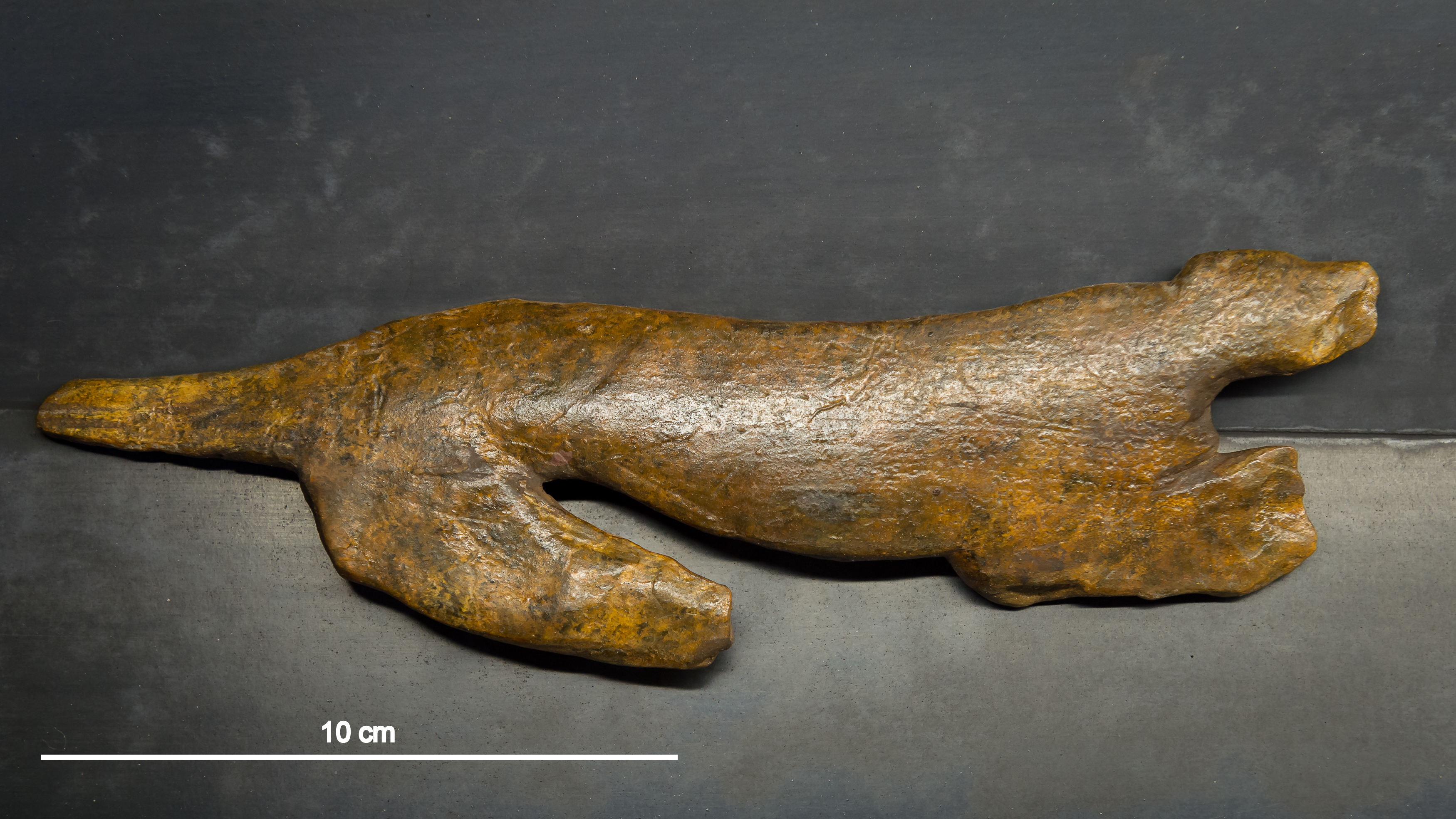
leeuwenfiguur met zaag- en polijstsporen (replica)

Een groot aantal gereedschappen, punten en sieraden van been, gewei en ivoor is bewaard gebleven. Naast de gebruikelijke priemen, lissoirs, hakken en hamers zijn mammoetbotten en ribben in de vorm van lepels en spades een bijzonder kenmerk van het Pavlovien. Hetzelfde geldt voor een groot aantal langwerpige ovale, concave plaquettes van ivoren latten met elk twee tegenover elkaar liggende gaten, die hadden kunnen dienen als hoofdtooien, haarklemmen of versieringen voor kleding. Veel stukken hebben inkepingen, groeven en putjes, meestal gerangschikt in parallelle rijen of geometrische patronen. 

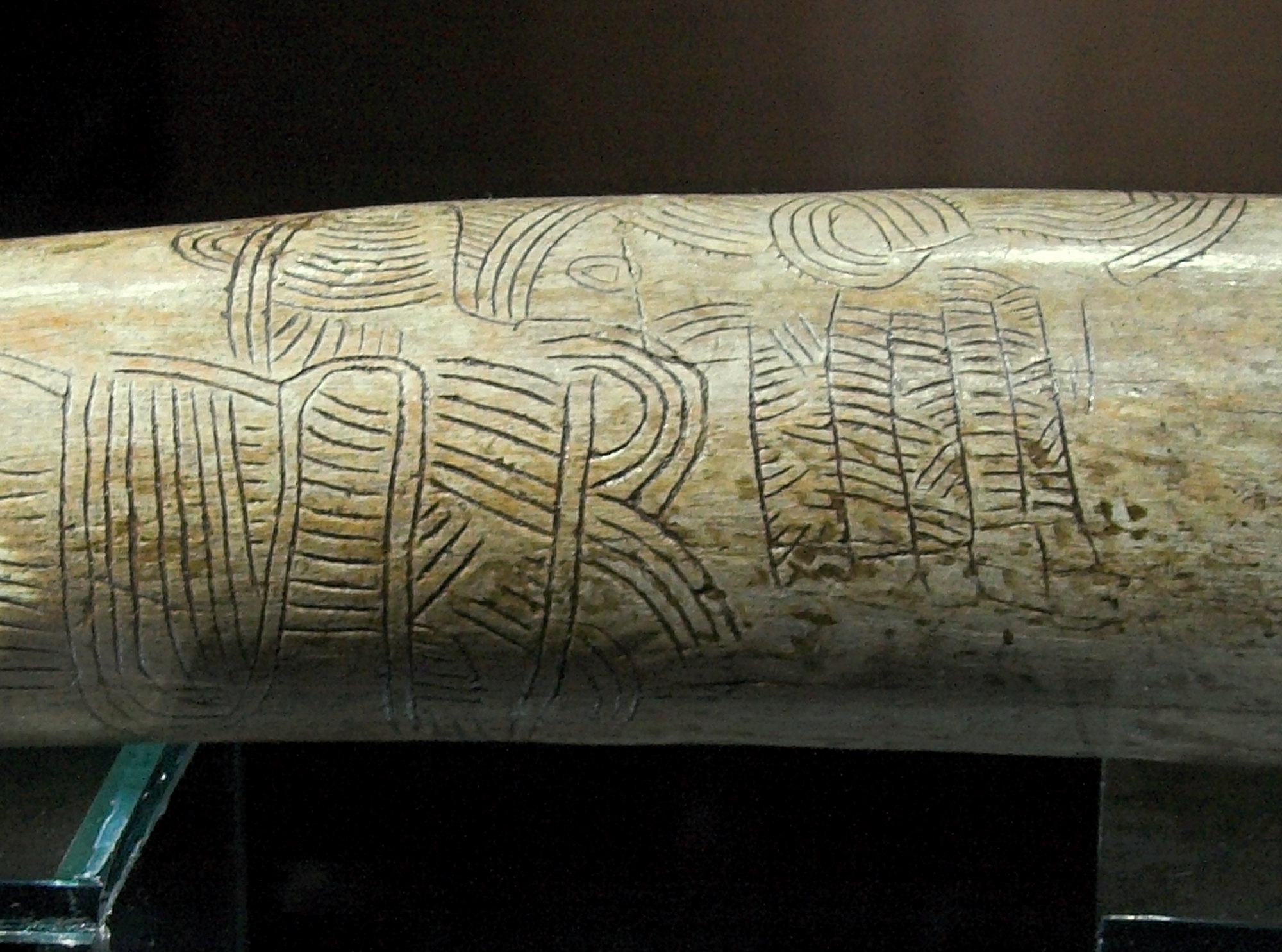
in 1962 gevonden slagtandpunt met gravures die als kaart geïnterpreteerd kunnen worden

Op een gebroken punt van een in 1962 gevonden mammoetslagtand staat een gravering die mogelijk een afbeelding is van het landschap rondom het jagerskamp. De vier verschillende patronen van deze gestileerde "oudste kaart" kunnen b.v.b. worden geïnterpreteerd als erosiegeulen van de Pavlovské vrchy en de meanderende rivier de Thaya. Het kamp zelf wordt mogelijk weergegeven door twee concentrische cirkels. Deze interpretatie is echter controversieel. 
Uit de opgravingen in 1954 en 1956 zijn ruim 100 ivoren kralen en knopen beschikbaar als eind- en halffabricaat. Ze hebben een ongeveer cilindrische vorm met afgeronde uiteinden en een centrale inkeping. De lengte en het gewicht zijn gemiddeld 3,3 mm of 0,12 g. Op veel stukken zijn gebruikssporen in de vorm van schuren of polijsten te zien. Typologische overeenkomsten zijn bekend uit de graven van Soengir en de Gravettiaanse horizon van de grotten van het Achtal (Brillenhöhle, Geißenklösterle, Hohler Fels).

### Keramiek
Bij de haarden werd een groot aantal fragmenten van dier- en mensfiguren gemaakt uit lössklei gevonden. De meeste werden voordat ze werden gebrand opzettelijk in stukken gebroken door kracht of plotselinge veranderingen in temperatuur, of beschadigd door insteken. In totaal zijn er 2635 keramische objecten gevonden. Onder de antropomorfe figuren overheersen afbeeldingen van vrouwen, terwijl de dierlijke replica's meestal mammoeten, holenberen, holenleeuwen, wolharige neushoorns en ook herbivoren zoals steenbokken zijn. De baktemperaturen lagen meestal tussen de 450°C °C en 800 °C. De kleur van het keramiek varieert van oranje en rood tot grijs- en zwarttinten. Ook zijn er lichtbruine, ongebakken stukken bewaard gebleven. Vingerafdrukken en afdrukken van geknoopte plantaardige vezelkoorden zijn in verschillende stukken te zien. In een 30 mm lang artefact is bijvoorbeeld de indruk van een weversknoop bewaard gebleven, die bestond uit twee tweelaagse koorden van ongeveer 1 mm diameter en was voorzien van een lus. Dienovereenkomstig waren in het Pavlovien al methoden bekend voor het produceren van koorden of stoffen, manden of netten. 

## Menselijke resten

### Pavlov 1 tot 28
Onder leiding van Bohuslav Klíma werden in Pavlov I in de jaren vijftig en zestig verschillende botten en tanden van moderne mensen teruggevonden, welke de naam Pavlov 1 tot Pavlov 28 kregen.  
Pavlov 1 is het onvolledige skelet van een 40-50-jarige man, dat in september 1957 werd blootgelegd. Die De tijdens zijn leven 182 cm lange en gespierde man werd begraven in een extreem gehurkte positie, liggend op zijn rechterzijde. Er werden geen resten van oker gevonden, maar het graf was bedekt met een mammoetschouderblad, zoals typisch was voor deze periode. De schedel, die grotendeels bewaard bleef, lag iets van de romp af. Met een schedelindex van 66,5 is hij opvallend lang en smal, maar de tanden zijn ongewoon klein. Andere botten van het skelet werden verplaatst door grondstromingen. De compacten van de lange botten en schedelfragmenten zijn in goede staat, de epifysen zijn meestal kwetsbaar en het spongieuze bot is vaak beschadigd of niet bewaard gebleven. De tanden zijn erg door de leeftijd versleten. De botten van deze persoon zijn gecatalogiseerd als Pav 1/1 tot Pav 1/5 (schedelfragmenten en onderkaak) en Pav 1/33 tot Pav 1/59 (romp- en ledematen), de tanden als Pav 1/6 tot Pav 1/32. 
Onder de menselijke resten Pavlov 2 tot Pavlov 28 bevinden zich een bovenkaak, twee onderkaken en individuele tanden. 

### Verblijfplaats
De menselijke resten die na het einde van de Tweede Wereldoorlog uit het Dolní Věstonice-Pavlov-Milovice-complex zijn teruggevonden, worden opgeslagen in het Archeologisch Instituut van de Academie van Wetenschappen van de Tsjechische Republiek en het Moravisch museum (Moravské zemské muzeum) in Brno en Dolní Věstonice respectievelijk. Oudere vondsten werden ondergebracht in kasteel Mikulov en zijn daar (blijkbaar) bewaard gebleven, met uitzondering van het dijbeen DV 35, verloren gegaan bij een brand in 1945. 

## Archeopark Pavlov

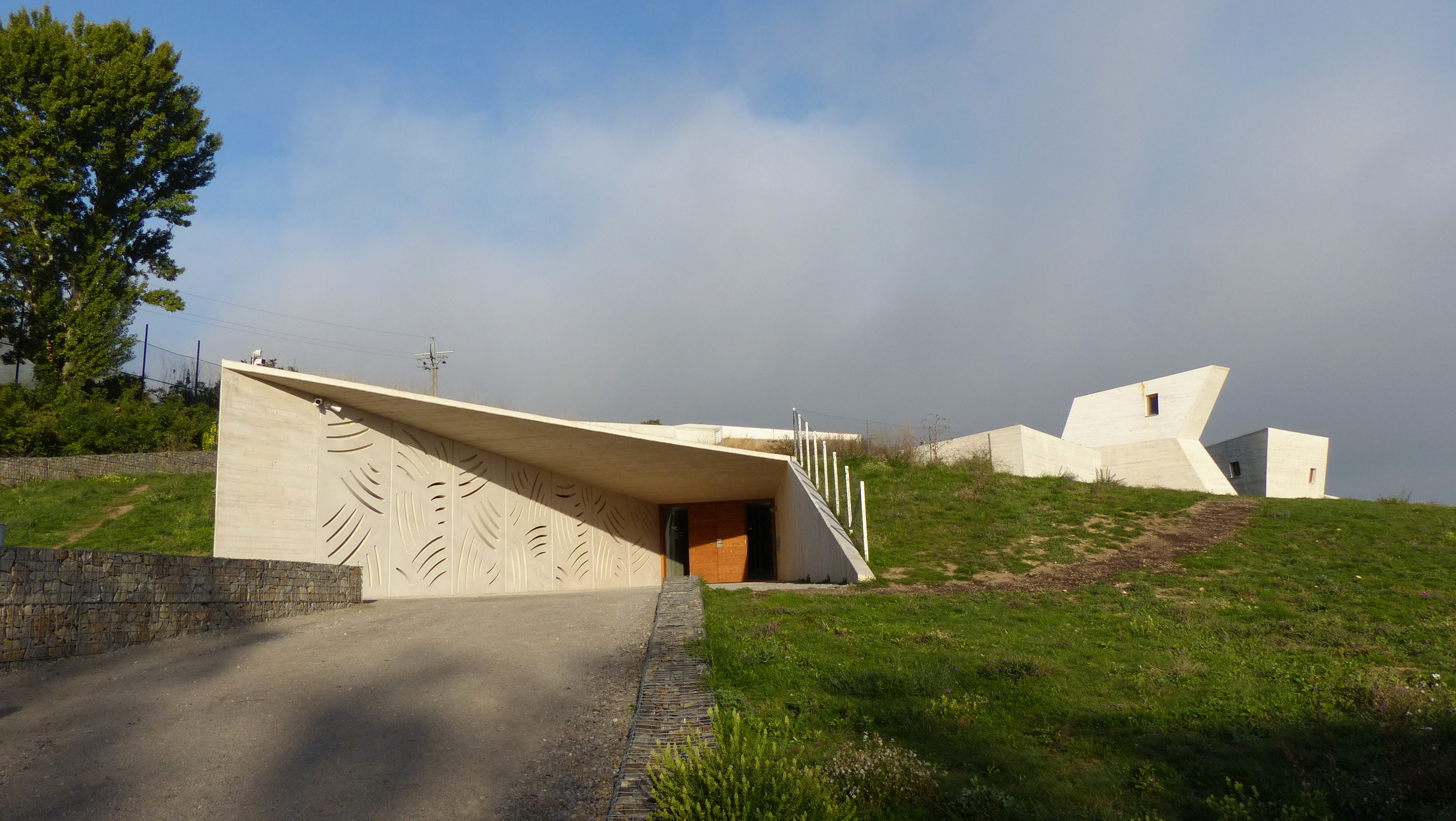
Museum Archeopark Pavlov

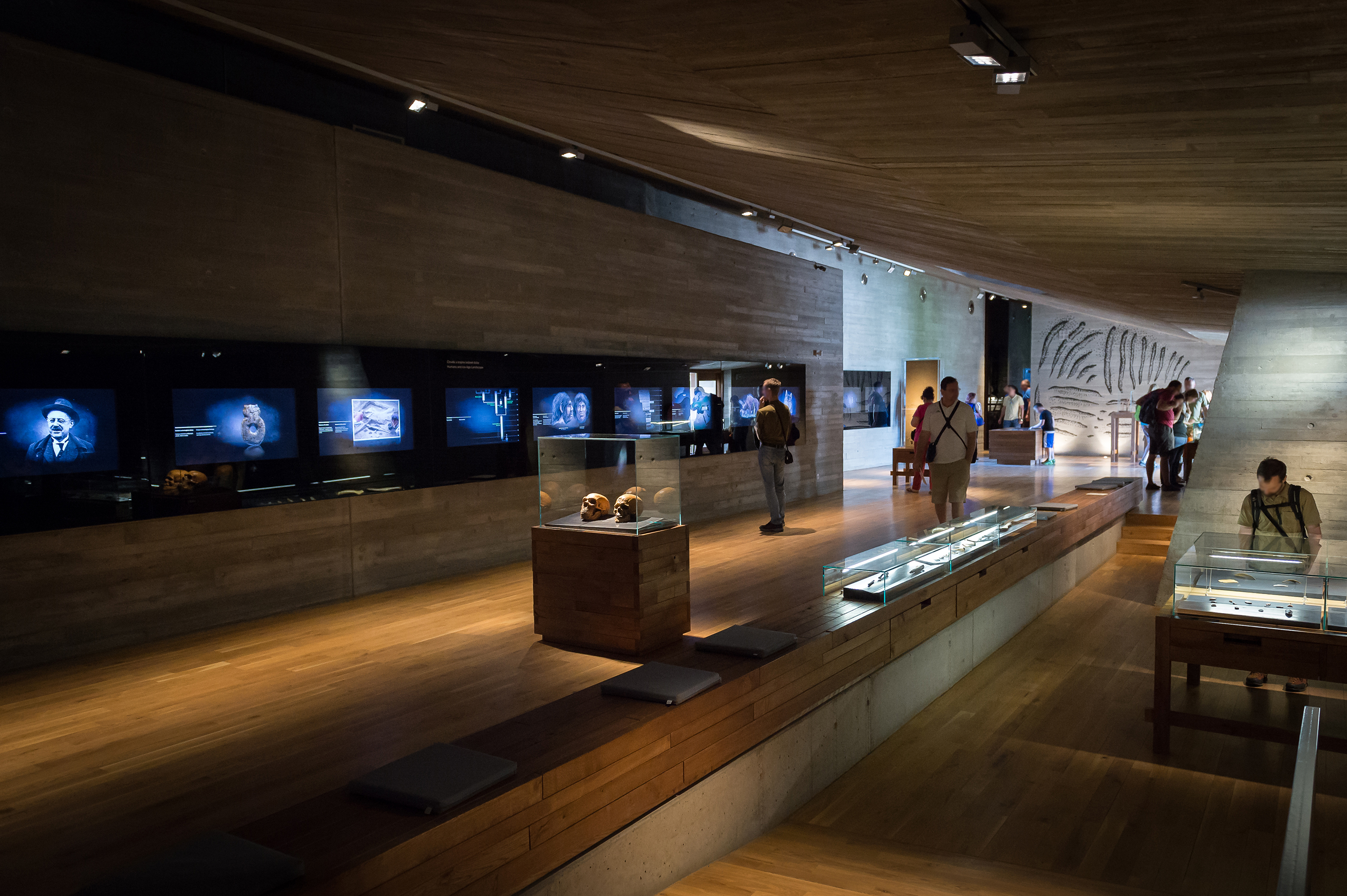
Expositieruimte

De eerste overwegingen over de bouw van een archeologisch museum in Pavlov werden al in 2003 gemaakt door medewerkers van het Archeologisch Instituut in Brno, en in 2010 begon de concrete bouwplanning. Nadat de laatste archeologische opgravingen waren voltooid, werd in 2015/2016 op de locatie een ontwerp van de Tsjechische architecten Radko Květ en Pavel Pijáček voor een met aarde bedekt museumgebouw in gewapend beton gerealiseerd. Omdat het met löss bedekt is, zijn van buitenaf slechts enkele elementen van het gebouw zichtbaar, waardoor het discreter geïntegreerd kan worden in de heuvelachtige uitlopers van het beschermde landschapsgebied Pálava. Naast de als troggen uitgevoerde entrees en kijkruimtes steken er slechts vier veelvlakkige lichtschachten boven het ondergrondse hoofdgebouw uit. Alle zichtbare wanden en plafonds zijn gemaakt van gestructureerd zichtbeton. Op verschillende plaatsen weerspiegelen zwarte muurschilderingen en inkepingen de lijnen en patronen van vondsten uit het stenen tijdperk. De tentoonstellingsruimte beslaat iets meer dan 500 m² van het totale vloeroppervlak van het gebouw van 1134 m². De trapeziumvormige plattegrond van de ongeveer 75e m lang, gelijkvloers gebouw loopt in noord-noordwestelijke richting taps toe vanaf ca. 18 m tot 8 m breedte. Daar, in een van airconditioning voorziene en verduisterde zijkamer, bevinden zich ca. 60 m² van een geprepareerde ondergrond met talrijke mammoetbeenderen die ter plaatse worden tentoongesteld. 
Het Archeopark Pavlov Museum werd op 28 mei 2016 geopend. Het wordt beheerd door het streekmuseum in Mikulov.